# Monteviasco
Monteviasco è una frazione del comune italiano di Curiglia con Monteviasco, in provincia di Varese.
Situato a nordest della sede comunale, a ridosso della linea di confine tra Italia e Svizzera (in essere dal 1516), è un borgo montano quasi completamente isolato, non raggiunto da strade carrabili, ma unicamente da mulattiere e da una funivia.

## Origini del nome
Monteviasco pare condividere l'etimologia non solo con l'antistante paese di Viasco, ma anche con Veddo, frazione di Maccagno all'imbocco della valle, e la Val Veddasca tutta: l'Olivieri, e così molti prima e dopo di lui, fa derivare per aferesi da avèdo, "abete", così come Vedano: la doppia "d" sembra infatti più recente. Il suffisso -asco, diffuso in Norditalia, indica una dipendenza, una regione, un rifugio, ma anche un bosco; il Sertoli Salis ne sottilinea l'origine ligure.
Alcuni ipotizzano invece che Viasco sia di areale più ampio, iberoligure, trovandosi anche in Spagna.
Tuttavia in un documento del 1573 i montini che stringono il patto col sacerdote Jacopo della Valle si firmano homini di Monti Vigliasco, cosa che soddisfa alcune regole fonetiche, essendo più plausibile la trasformazione del fonema gl in i, piuttosto che non la caduta della d. Vigliasco connette quindi al toponimo "Veglia": potrebbe derivare dal latino villa (centro minore), ma più probabile la derivazione da vigilum, cioè luogo di quelli che vegliano, vigilano, forse in relazione alle scorrerie dei vicini vallesani.

## Storia
Secondo le diverse varianti della leggenda, quattro briganti oppure quattro soldati di stanza a Milano sotto il dominio spagnolo, si rifugiarono su questi monti per scappare dalle autorità, senza dimenticarsi di rapire delle donne dalla vicina Biegno, dall'altra parte della vallata. I quattro portavano i cognomi di Morandi, Cassina, Dellea e Ranzoni, cognomi molto diffusi nella zona. Naturalmente la realtà storica è diversa, ma i montini sono molto affezionati alla loro particolare ascendenza, sebbene alcuni studiosi sostengano che la poco lusinghiera leggenda sia nata nei paesi circonvicini, per far dispetto a quelli di Monteviasco.
La regione era già abitata in epoca preistorica, come dimostrano alcuni graffiti rupestri rintracciabili nell'area. I ritrovamenti archeologici datano all'età del bronzo. La valle era, peraltro, la maniera più facile per raggiungere la porzione superiore del Lago Maggiore, a causa della presenza, dopo Maccagno, di ripide pareti scoscese che cadono dritte nel lago, come il promontorio roccioso Sasso di Pino. È ancora visibile e agibile il Pont de là, ponte romano che attraversa il torrente Giona nella sua prima porzione italiana.
Le prime notizie scritte sul paese appaiono nel XII secolo e da lì è tutto un susseguirsi di abbondanti contese, convenzioni, concessioni e diatribe giuridiche messe su carta, riguardanti i confini e i diritti agrimensori tra i vari comuni, prima, e tra Stati, poi. L'economia montana consigliava infatti che le comunità avessero alpeggi posti sia sui pendii a solatìo che a bacìo, per poter sfruttare i pascoli tutto l'anno, per questo motivo gli svizzeri sfruttavano i loro diritti sui pascoli sotto le cime del versante italiano. Già nel 1185 si litigava per tagli abusivi di boschi da legna. Le più grosse questioni Monteviasco le ebbe coi comuni svizzeri di Breno e Vezio, ai piedi del lato orientale del Monte Lema. Nella narrativa delle lamentele non mancano naturalmente i delitti e le rapine: nel 1698 alcuni montini sottraevano otto bovini a quelli di Vezio sull'Alpe Arosio; nel 1732 gli svizzeri presero possesso della Rattaiola, ma nel 1744 i montini arrestavano i pastori e li conducevano al carcere a Luino. Nel 1678 un Dellea di Monteviasco faceva carbone nel bosco presso Zampone: si vide arrivare alcuni armigeri svizzeri e si dette alla fuga. Quelli gli sequestrarono cinque capre e alcuni attrezzi e li vendettero a Breno. Il Delea portò il problema al Senato Milanese, ma si attese il congresso di Ponte Tresa per decidere il da farsi. Si ritenne necessario far eseguire dei sopralluoghi nella zona contesa, con la promessa, da parte degli svizzeri, di restituire "a detto Delea di Monte le robbe e denari a lui prese", ma tale sopralluogo fu costantemente rimandato.
Numerosi congressi, quindi, tentarono di definire chiaramente i confini tra Svizzera e le varie compagini statali milanesi: i lombardi spesso li facevano passare per le vette, mentre quasi ovunque passavano più sotto. Con le leggi che abolirono le proprietà condivise tra Comuni e la tecnologia che permise una più corretta delineazione degli esatti confini, queste lotte che si portarono avanti fino al Settecento e oltre diminuirono fino a risolversi.
Maria Teresa d'Austria, fissando i confini del Canton Ticino confermò semplicemente le preesistenti convenzioni. Per esempio, il congresso di Varese del 1752, delle 3413 pertiche di bosco e pascolo contestate da Monteviasco, ne assegna 2173 a Monte e 1238 a Breno con Vezio. Si posarono dei termini e dei ceppi recanti su ciascuna faccia gli stemmi dello Stato di Milano e dello Stato Svizzero. Le antiche Alpi Merigetto e Rattaiola furono distrutte e ricostruite dai legittimi proprietari, l'Alpe Plasio fu rasa al suolo e non più riedificata. Eppure sorsero nuove contese, e per gli irriducibili ricorsi, e per i ceppi spostati di proposito o dalle forze della natura (vuoi per la neve o per le frane), nonché per gli errori fatti nei sopralluoghi, come il sentiero sotto le cascine Zampone non catastato perché ritenuto dall'Ingegnere Giuseppe Caresana di poco conto.
Nel 1200 i paesi del versante destro, settentrionale, della Val Veddasca erano consorziati in una Universitas, mentre il consorzio dei paesi del vesante sinistro era chiamato Valle del Consiglio Maggiore e comprendeva Monteviasco, Curiglia, Agra, Due Cossani, Runo, Stivigliano, Dumenza e Colmegna. Le sorti delle compagini amministrative coincisero per qualche secolo con la giurisdizione religiosa: l'Universitas era tributaria della Pieve di Canobbio, ad eccezione di Indemini che seguiva le sorti di Locarno, mentre il Consiglio Maggiore era tributario della Pieve di Valtravaglia. Nel 1190 la Val Veddasca era infeudata ai Castiglioni, feudatari di varie località in Brianza e in Val d'Olona. Non si sa quando, anche il versante destro della Veddasca passò alla pieve della Valtravaglia: in una pergamena datante 20 novembre 1418 leggiamo Veddasca, pieve di Valtravaglia e negli archivi della pieve di Valtravaglia cominciano ad apparire documenti relativi ai paesi del versante destro della Veddasca. La chiesa lasciò a lungo legate idealmente le parrocchie alla matrice pievana da cui si staccarono, ma nel 1596 la zona è definitivamente legata alla Valtravaglia.
In un primo tempo l'assistenza religiosa fu assolta dai canonici delle rispettivi pievi, dove la gente doveva spostarsi per le cerimonie maggiori, ma già nel 1221 a Maccagno Inferiore venne insediato un cappellano a cui fu affidato il Consiglio Maggiore, mentre a Maccagno Superiore si hanno notizie nel 1233 di un omologo per il versante destro della Veddasca. Col tempo si ottenne di poter essere battezzati presso le chiede dotate di cappellani o rettori, evitando così di recarsi alla chiesa pievana.
Nel 1511 i Curigliesi ottennero di erigersi in parrocchia con proprio curato, portandosi dietro Monteviasco. La dipendenza dalla Chiesa di Santo Stefano a Maccagno Inferiore è ricordata da un'iscrizione posta sulla sua facciata. 
Una lettera del parroco di Curiglia indirizzata alla Curia, databile tra il 1574 e il 1596, lamenta che i montini non osservino le feste, non vadano a messa né alla dottrina. Nella stessa lamentela anche come la chiesa di Monteviasco sia piccola, l'acquasantiera indecente, il cimitero malmesso. Eppure nel 1574 la vallata è in festa per l'arrivo di Carlo Borromeo, il santo arcivescovo. Il popolo lo acclama, ma il verbale della visita non può che confermare le pessime condizioni nelle quali versava la casa di Dio. Nel 1683 il cardinale Federico Visconti accoglie la richiesta dei montini di avere una parrocchia autonoma, con primo parroco Carlo Abtnio Barbitta di Cadero. Finalmente, nel 1748 il Cardinale Giuseppe Pozzobonelli trova i buoni esiti dei lavori di migliora chiesti quasi due secoli prima.
Nel 1416 Filippo Maria Visconti concedeva la Travaglia con Locarno e Lugano (e quindi verosimilmente coi territori dell'Universitas) a Lutero IV Rusca, che lo trasmetteva ai discendenti.
Nel 1512 gli Svizzeri occuparono il Luinese e lo tennero fino al 1526, ossia fino a Trattato di Friburgo, quando questi si ritirarono tenendosi Indemini, perché pieve di Locarno, prefettura svizzera dal 1503, così i confini di Monteviasco con Indemini, Breno e Vezio divennero confini di Stato. Nel 1525 il feudo veniva dato a Giambattista Pusterla, ma i Rusca si opposero e lo riottennero.
Nel 1590 Ercole Rusca morì senza lasciare eredi. Fu istituito il feudo delle Quattro Valli, che comprendeva l'Universitas, il Consiglio maggiore, la Val Marchirolo e la Squadra di Mezzo (Tronzano, Pino, Germignaga, Montegrino, Grantola, Maccagno Superiore), mentre Maccagno Inferiore, feudo imperiale istituito da Ottone, rimase a sé. Il feudo fu dato nel 1603 a Giovanni Marliani, alla cui famiglia rimase fino al 1773, quando fu venduto al conte Crivelli per 37.000 zecchini gigliati.
Napoleone, nel 1796, soppresse i feudi e da quell'anno le comunità vissero una propria vita amministrativa.
Registrato agli atti del 1751 come un borgo di 286 abitanti, nel 1786 Monteviasco entrò per un quinquennio a far parte dell'effimera provincia di Varese della Lombardia austriaca, per poi cambiare a tre riprese i riferimenti amministrativi nel 1791, nel 1798 e nel 1799.
Alla proclamazione del napoleonico Regno d'Italia nel 1805 il borgo risultava popolato da 464 abitanti. Nel 1809 il municipio fu soppresso su risultanza di un regio decreto di Napoleone che lo annesse per la prima volta a Curiglia, ma il Comune di Monteviasco fu tuttavia ripristinato con il ritorno degli austriaci. Nel 1853 risultò essere popolato da 384 anime, scese a 338 nel 1871. Il processo di impoverimento demografico, legato all'abbandono dei territori di montagna, continuò nel tempo, tanto che nel 1921 si registrarono 334 residenti. Fu così che nel 1928 il regime fascista decise di sopprimere il comune, unendolo definitivamente a Curiglia e riproponendo così l'antico modello napoleonico.
Tra la fine del XX secolo e l'inizio del XXI Monteviasco ha visto costantemente calare il numero dei propri abitanti: a novembre 2018 i residenti stabili erano circa 15, in buona misura anziani.

## Infrastrutture e trasporti
La località non è raggiunta da strade carrabili: la maggior via d'accesso terrestre è un sentiero pedonale, tracciato nel 1813 e costituito da circa un migliaio di gradini, che la collega a Ponte di Piero (punto terminale della strada provinciale 6 di Val Dumentina). Ulteriori mulattiere montane la collegano inoltre con le frazioni confinali del comune svizzero di Gambarogno, col borgo inferiore di Viasco e coi vicini alpeggi.
Prima della mulattiera un sentiero tortuoso partiva dai Mulini di Piero, sul Giona, un altro proveniva da Viasco, che portava in fondo valle ai Mulini di Monte, sulla Viaschina, e si inerpicava ripido e breve verso Monteviasco. Col tempo tali sentieri sono andati perduti.
Dal 1989 l'isolamento della località è stato mitigato dall'apertura di una funivia, con stazione di valle a Ponte di Piero.